# Dystrykt Corozal
Dystrykt Corozal – dystrykt w północnym Belize, ze stolicą w Corozal. Inne miasta: Little Belize, Sarteneja i Progresso.

## Okręgi wyborcze
W dystrykcie znajdują się cztery okręgi wyborcze: Corozal Bay, Corozal North, Corozal South East, Corozal South West.